# 金子祐史
金子 祐史（かねこ ゆうじ、1985年7月26日 - ）は、日本の俳優・ナレーター。
千葉県出身。千葉英和高等学校、青山学院大学経済学部卒業。血液型はA型。身長177cm、体重64kg。　　

## 出演

### CM
- DHC　ポアナ(2015年)
- 東芝　ICT(2015年)
- スバル　インプレッサスポーツハイブリッド(2015年)
- ロート製薬　ロートリセ(2016年)

- 江崎グリコ　ビッテ(2016年)
- KOSE　Visee(2016年)
- マイナビ　看護師・薬剤師(2016年)
- BMW　i3(2016年)
- サンスター(2017年)　[1]
- KOSE　Visee(2017年)

- アメリカンエキスプレス　(2020年)
- 関東電気保安協会　(2020年)
- 松井証券のすべて　(2020年)
- 大正製薬「リアップ(ダーツ編)」(2022年)
- エバラ食品 「新・黄金の味」
- ジョブメドレー
- ヤマトホールディング（2021年〜）
- SONY「BRAVIA Disney +」(2022年)

### ドラマ
- 都市伝説の女Part2 第一話（2013年10月11日テレビ朝日） - 地元の刑事2 役
- 匿名探偵 第二期 第2話（2014年7月11日テレビ朝日）
- フィッシャーマンズ・ブルース 第二夜 #1（2014年12月27日テレビ朝日） - ナンパ男 役
- フジテレビ『ルパンの娘』第三話　鑑識官役
- テレビ東京『病院の治しかた』第五話　システムインストラクター役

### WebCM
- モバイルTカード(2017年)
- グロービス経営大学院大学　学び放題(2017年)
- omiai(2017年)
- 出光/PIT in plus「車検編」「洗車編」
- コロプラ『パニパニ』(主演)
- Rompbaby(主演)
- 三菱信託銀行（主演）
- 楽天モバイル「貯まる、支払える」篇
- タカラトミー（トミプラ2019）
- Yahoo!カーナビ「遠回り篇」「海を走る篇」「細すぎる道篇」

### ラジオ
- 市川うららFM　三保子の山盛りのハナシ　出演者：藤田三保子　金子祐史（2017年11月 - 2018年3月）
- かつしかFM 三保子の２９９プニプニ　出演者：藤田三保子　金子祐史（2018年4月 - 現在）[2]